# Muntheer
Een muntheer (Duits: Münzherr) is degene in wiens naam de munten worden geslagen. Dit kan een persoon zijn (bijvoorbeeld de graaf van Holland), een college (bijvoorbeeld de Staten van Holland) of een instantie (zoals een bank). De muntheer draagt de uitvoering op aan een ambtenaar, de muntmeester of de uitvoering wordt uitbesteed aan een particulier, die zich ook muntmeester mag noemen. 
De muntheer controleert de muntmeester en zijn productie door geregelde steekproeven, geholpen door munttekens of muntmeestertekens op de munt, die aantonen welke muntmeester verantwoordelijk is voor de kwaliteit van de munt. In de Republiek der Zeven Verenigde Nederlanden heet dit proces "muntbusopening". Dit refereert aan een gesloten en verzegelde bus met gleuf, waar tijdens de muntproductie van tijd tot tijd een exemplaar ingeworpen werd. In Engeland spreekt men van een "Trial of the Pyx". De term "muntheer" wordt doorgaans niet meer gebruikt.